# Curiepe (paroisse civile)
Pour les articles homonymes, voir Curiepe.
Curiepe est l'une des trois paroisses civiles de la municipalité de Brión dans l'État de Miranda au Venezuela. Sa capitale est Curiepe. En 2011, sa population s'élève à 11 876 habitants.

## Géographie

### Démographie
Hormis sa capitale Curiepe, la paroisse civile possède plusieurs localités :
- Birongo
- Buena Vista
- Curiepe
- Don Blas
- El Guindillo
- Ganga
- Guaical
- Salgrado